# Villanueva de Perales
Villanueva de Perales là một đô thị trong Cộng đồng Madrid, Tây Ban Nha. Đô thị này có diện tích 31,18 km², dân số theo điều tra năm 2010 của Viện thống kê quốc gia Tây Ban Nha là 1403 người. Đô thị này nằm ở khu vực có độ cao mét trên mực nước biển.

## Biến động dân số
| 1991 | 1996 | 2001 | 2004 |
| ---- | ---- | ---- | ---- |
| 341  | 400  | 550  | 939  |